# Laura Ester i Ramos
Laura Ester i Ramos (Barcelona, 22 de gener de 1990) és una portera de waterpolo catalana.
Formada al Club Esportiu Mediterrani, va proclamar-se campiona de la Divisió d'Honor la temporada 2009-10. La temporada següent va fitxar pel Club Natació Sabadell, amb el qual ha aconseguit la majoria dels títols de l'entitat. Entre d'altres, ha guanyat set Copes d'Europa, quatreSupercopes d'Europa, deu Lligues espanyoles, deu Copes de la Reina, deu Supercopes d'Espanya i deu Copes Catalunya. Internacional absoluta amb la selecció espanyola, s'ha proclamat campiona d'Europa en tres ocasions (2014, 2020, 2022). També guanyà el Campionat del Món de 2013, on va ser reconeguda com la millor portera de la competició, i dos subcampionats (2017, 2019). Ha participat a tres Jocs Olímpics, aconseguint dues medalles d'argent a Londres 2012 i Tokio 2020 i un diploma olímpic a Rio de Janeiro 2016. Va formar part de l'equip espanyol de waterpolo a Paris 2024 que va guanyar la medalla d'or.
Entre d'altres reconeixements, ha rebut la medalla de bronze (2008) i la d'argent (2010) de serveis distingits de la Federació Espanyola de Natació. L'estiu de 2013, el poble de Peñaparda, a Salamanca, lloc de naixement de la seva mare i on estiueja cada any, va posar-li el seu nom a la piscina municipal com a homenatge per la seva medalla d'or aconseguida al Campionat del Món. El 2023 va ser guardona amb el Premi Dona i Esport en la categoria de dona esportista.

## Palmarès
Clubs
- 7 Eurolligues femenines de la LEN
  - 2010-11, 2012-13, 2013-14, 2015-16, 2018-19, 2022-23, 2023-24
- 4 Supercopes d'Europa de waterpolo femenina
  - 2013-14, 2014-15, 2016-17, 2023-24
- 10 Lligues espanyoles de waterpolo femenina
  - 2009-10, 2010-11, 2011-12, 2012-13, 2013-14, 2014-15, 2015-16, 2016-17, 2017-18, 2018-19
- 10 Copes espanyoles de waterpolo femenina
  - 2010-11, 2011-12, 2012-13, 2013-14, 2014-15, 2016-17, 2017-18, 2018-19, 2019-20, 2020-21
- 10 Supercopes espanyoles de waterpolo femenina
  - 2010-11, 2011-12, 2012-13, 2013-14, 2014-15, 2015-16, 2016-17, 2017-18, 2018-19, 2020-21
- 10 Copes Catalunya de waterpolo femenina
  - 2010-11, 2011-12, 2012-13, 2013-14, 2014-15, 2015-16, 2016-17, 2017-18, 2018-19, 2019-20

Selecció espanyola
- 1 medalla d'or als Jocs Olímpics de Paris 2024
- 1 medalla d'argent als Jocs Olímpics de Tòquio 2020
- 1 medalla d'argent als Jocs Olímpics de Londres 2012
- 1 medalla d'or als Campionats del Món: 2013
- 3 medalla d'argent als Campionats del Món: 2017, 2019, 2023
- 1 medalla de bronze als Campionats del Món: 2024
- 3 medalles d'or als Campionats d'Europa: 2014, 2020, 2022
- 2 medalles d'argent als Campionats d'Europa: 2008, 2024
- 1 medalla de bronze als Campionats d'Europa: 2018